# درمانگاه سلطنتی ابردین
درمانگاه سلطنتی ابردین (به انگلیسی: Aberdeen Royal Infirmary) بیمارستانی سرویس سلامت همگانی (ان اچ اس) اسکاتلند در شهر ابردین اسکاتلند است که در ۱۷۳۷ میلادی ساخته شد و دارای ۹۲۲ تخت است.